# Horabailu, Tirthahalli
Horabailu là một làng thuộc tehsil Tirthahalli, huyện Shimoga, bang Karnataka, Ấn Độ.